# 逗葉新道
逗葉新道（ずようしんどう、Zuyo Toll Road）は、神奈川県道路公社が経営する一般自動車道。神奈川県逗子市の横浜横須賀道路逗子ICから三浦郡葉山町の長柄に至る、延長2.0キロメートル（km）の有料道路である。
神奈川県道24号横須賀逗子線のバイパス機能と、国道134号から横浜横須賀道路・逗子ICへのアクセス道路としての機能を持っている。1970年（昭和45年）4月1日供用開始。以後長らく、国道134号長柄交差点までの総延長3.8 kmが有料区間であったが、長柄交差点から県道217号交差点の1.8 kmは神奈川県道311号鎌倉葉山線として2004年に無料開放された。公社の自己資金により建設し、公社の経営に資する道路となっているため、残りの有料区間については今後も無料開放の予定はないとしている。
自動車専用の指定はないが、現行の有料区間では、道路交通法による一部車両通行規制が行われており、125cc以下の二輪車（原付一種および原付二種）は通行禁止である。

## インターチェンジなど
- 逗子出入口（横浜横須賀道路逗子IC、県道24号横須賀逗子線）
- 料金所
- 南郷トンネル入口交差点（県道311号鎌倉葉山線、県道217号逗子葉山横須賀線）

## 道路施設
- 逗葉トンネル
- 逗葉新道PA（レストハウス逗葉）

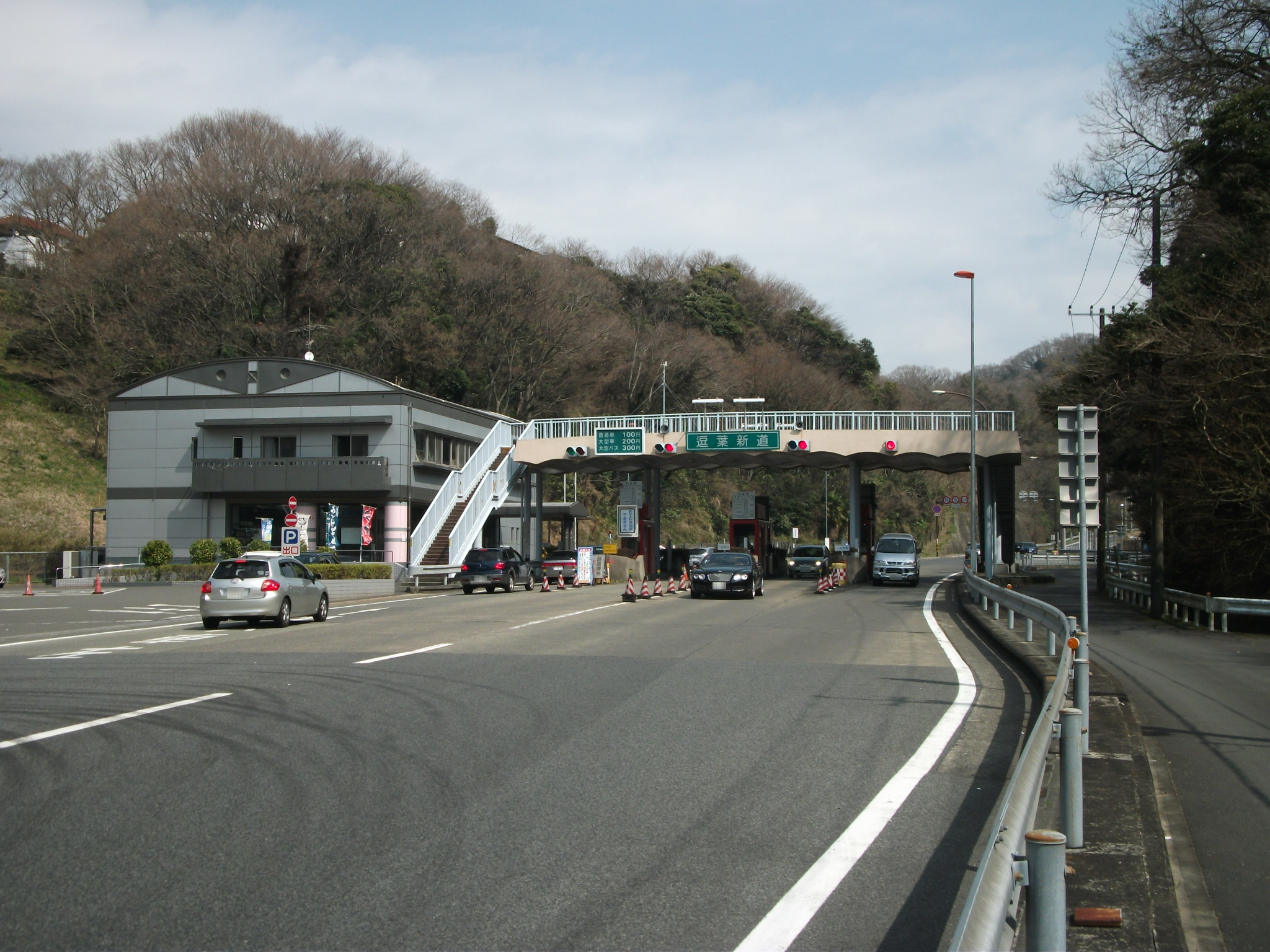
料金所・レストハウス。奥が逗子インター方面。

  - 逗子方面料金所そばに食堂とトイレがある。葉山方面からは歩道橋でアクセス可能。
- 回数券販売機
  - 休憩所北側の事務所に設置。

## 接続する道路
- E16 横浜横須賀道路
- 神奈川県道24号横須賀逗子線
- 神奈川県道217号逗子葉山横須賀線（三浦半島中央道路）
- 神奈川県道311号鎌倉葉山線

## 料金
2023年4月1日現在の料金は以下の通り。支払いは現金もしくは回数券のみである。
- 普通車 : 100円
- 大型車 : 200円
- 二輪車 : 50円

2002年4月1日現在の1日平均通行台数は13,556台、営業収支比率は201.7 %（つまりコスト100円につき201.7円の売り上げがある）と、一般自動車道としては全国有数の収益性を誇る。
2025年（令和7年）3月18日にETC多目的利用サービス「ETCGO」を導入した。